# 约尔格·莫伊滕
约尔格·胡贝特·莫伊滕（德語：Jörg Hubert Meuthen，德語發音：[ˈjœɐ̯k ˈmɔʏtn̩]；1961年6月29日—），是德国政治家和经济学家，2015年7月起成為德国另类选择党主席和另類選擇黨的聯邦發言人直到他在2022年轉換黨籍至德國中央黨為止。